# Termen, Brig
Termen este o comunitate politică cu 860 loc. situată în districtul Brig, cantonul Valais, Elveția.